# بازگشت (فیلم ۱۳۳۲)
بازگشت فیلمی به کارگردانی ساموئل خاچیکیان محصول سال ۱۳۳۲ است.

## خلاصه داستان
خانواده نسبتاً مرفه کودکی را از دهکده‌ای به شهر می‌برند تا در خانه‌شان خدمت کند. کودک روستایی با حوصله و فداکاری از حداقل اوقات فراغتش برای تحصیل استفاده می‌کند و در جوانی فرد فعال و ارزشمندی می‌شود. در حالیکه حمید فرزند بزرگ خانواده که در رفاه پرورش یافته، جوان بزهکاری می‌شود. این دو به دختر جوانی علاقه‌مند می‌شوند. حمید برای اینکه جوان روستایی را از سر راه خود دور کند از خانه‌شان دزدی کرده و او را متهم می‌کند؛ ولی بزودی حقیقت آشکار شده و جوان با دختر مورد علاقه‌اش ازدواج می‌کند.